# 冯·格康，玛格及合伙人建筑师事务所
冯·格康，玛格及合伙人建筑师事务所（德語：Gerkan, Marg und Partner，也称德国gmp建筑师事务所、gmp）是一家创立于1965年，总部位于德国汉堡的建筑师事务所。gmp建筑师事务所擅长以公共交通建筑为代表的城市大型公共建筑设计，其著名的设计方案有汉堡机场、海淀堂、北京Chao巢酒店、天津西站、天津大剧院、上海东方体育中心、重庆大剧院、杭州南站等。

## 作品案例
- 汉堡机场
- 天津大剧院
- 重庆大剧院
- 天津西站内景
- 上海东方体育中心
- 郑东绿地中心
- 杭州南站
- 钱江新城四栋银行大楼[3]
- 海口市五源河体育场

## 相关书籍
- 安基国际设计传媒有限公司. . 北京: 中国水利水电出版社. 2007. ISBN 9787508447131.